# Moja ojczyzna (film 1933)
Moja ojczyzna (ros. Моя Родина, Moja rodina) – radziecki film  dramatyczny z 1933 roku.

## Obsada
- Janina Żejmo jako Ola
- Oleg Żakow jako Alabjew
- Ludmiła Siemionowa jako Ludmiła
- Aleksandr Mielnikow jako Waśka
- Giennadij Miczurin jako dowódca kompanii
- Konstantin Nazarienko jako „Malutka”
- Bori Chajdarow jako Wan